# Glen Hervé
Pour les articles homonymes, voir Hervé.
Glen Arnaud Hervé est un acteur français né le 3 octobre 1973 à Paris.

## Biographie

### Enfance
Son père est le musicien Michel Hervé, cofondateur du groupe Zoo. Son prénom, Glen signifie « petite vallée » en celte.
Avec son frère Damien, ils grandissent dans le 13e arrondissement de Paris. Glen suit toute sa scolarité au Lycée Claude Monet.

### Carrière
Il étudie l'art dramatique pendant deux ans avec Emmanuel Demarcy-Mota. En 1997, il décide d'arrêter ses études d'économie et de suivre les cours d'Eva Saint-Paul, puis en 2002 les stages de Jack Waltzer.

### Théâtre
C'est au théâtre que Glen révèle sa véritable personnalité. Il enchaîne tour à tour drame et comédie. En 1993, il participe également à la comédie musicale Au kabaret de la dernière chance sous la direction de Miguel-Ange Sarmiento.
En 1994, on le retrouve sous les traits de John Proctor dans Les Sorcières de Salem, sous la direction de Françoise Vuillermoz. Cette expérience le marque et il s'arrête pendant trois ans.
En 2002, retour au répertoire classique avec George Dandin de Molière.
En 2007, il interprète Hippolyte dans le Phèdre de Jean Racine sous la direction de Gilbert Ponte.

### Cinéma
Il participe à quelques expériences cinématographiques, dont Skin Territory de Jean-Louis Daniel, Marie-Antoinette de Sofia Coppola, Cause toujours ! de Jeanne Labrune, Absolument fabuleux de Gabriel Aghion.

## Doublage

### Cinéma

#### Films
- 2001 : Wet Hot American Summer : Gary (A. D. Miles (en))
- 2016 : Tini : La Nouvelle Vie de Violetta : Stefano Mario (Pasquale Di Nuzzo)
- 2019 : Togo : Dan Murphy (Nikolai Nikolaeff)
- 2021 : Nous étions des chansons : ? (?)
- 2022 : Une amie au poil : Rick McGuinness (Giacomo Baessato)
- 2022 : Morbius : Dr Michael Morbius (Jared Leto)
- 2022 : Father of the Bride : Kyler (Casey Thomas Brown)
- 2022 : Une obsession venue d'ailleurs (en) : ? (?)
- 2022 : Whitney Houston: I Wanna Dance with Somebody : ? (?)
- 2023 : Crazy Bear : Eddie (Alden Ehrenreich)
- 2023 : Kill Bok-soon : le présentateur [Qui ?]
- 2023 : Death Business : ? (?)
- 2023 : Zoé : Le Mariage (en) : ? (?)
- 2023 : Paysage à la main invisible (en) : ? (?)
- 2024 : Retour clandestin : Dr Ben Romano (Tommaso Basili)
- 2025 : Souviens-toi… l'été dernier : Judah, le pasteur (Austin Nichols)

#### Films d'animation
- 2019[n 1] : KonoSuba, le film : Legend of Crimson : Bukkororii
- 2021 : Retour au bercail : voix additionnelles
- 2022 : Batman and Superman: Battle of the Super Sons : voix additionnelles
- 2023 : Spy × Family Code: White : Twilight / Loid Forger

### Télévision

#### Séries télévisées
- A. D. Miles (en) dans :
  - Wet Hot American Summer: First Day of Camp (2015) : Gary (mini-série)
  - Wet Hot American Summer: Ten Years Later (2017) : Gary (mini-série)

- Iddo Goldberg dans :
  - Snowpiercer (depuis 2020) : Bennett « Ben » Knox
  - Ghosts of Beirut (en) (2023) : Teddy (mini-série)

- 2010-2013 : Spartacus : Salvius (Paul Glover) (8 épisodes), Donar (Heath Jones) (17 épisodes)
- 2013-2014 : Shameless : Mike Pratt (Jake McDorman)
- 2014 : First Murder : Milan Gunn (Michael Aurelio)
- 2014-2016 : Lovesick : Mal (Richard Thomson) (11 épisodes)
- 2014-2015 : Dominion : Alex Lannon (Chris Egan)
- 2015 : The Walking Dead : Nicholas (Michael Traynor) (8 épisodes)
- 2015 : True Detective : Ernst Bodine (Alain Uy)
- 2015-2016 : Chicago Fire : Freddie Clemente (Ralph Rodriguez)
- 2017 : Incorporated : Anthony (Matt Landry)
- 2017 : Jane the Virgin : Tripp (Mike Kalinowski)
- 2017 : Hand of God : Mike Alcala (Sal Velez Jr.)
- 2017 / 2022 : American Horror Story : Speedwagon (Cameron Cowperthwaite) (saison 7) et Hank Henkes (Casey Thomas Brown) (saison 11)
- 2022 : L'École de gym : Une seconde chance : ? ( ? )
- 2023 : Extrapolations : Harris Goldblatt (David Schwimmer) (saison 1, épisode 3)
- 2023 : Mort ou vif Joaquín Murrieta : ? (?)
- 2023 : Pacto de silencio : Julián (Gabriel Angulo)
- 2023 : À découvert (en) : ? (?)
- 2024 : Masters of the Air : ? (?) (mini-série)
- 2024 : Constellation : Ilya Andreev (Henry David)
- 2024 : Ripley : ? (?) (mini-série)
- 2025 : Black Mirror : Dieter (Magnus Bruun (en)) (saison 7, épisode 3)

#### Séries d'animation
- 2019-2021 : Carmen Sandiego : Jean Paul alias « La Chèvre »
- 2021 : Queer Force : Antoni
- 2021 : JoJo's Bizarre Adventure : Stone Ocean : voix additionnelles
- 2022 : Lookism (en) : Beom Jae
- depuis 2022 : Spy x Family : Twilight / Loid Forger
- 2023 : Vinland Saga : voix additionnelles (doublage Netflix)
- 2024 : Creature Commandos : ?
- 2025 : Votre fidèle serviteur Spider-Man : M. Campbell